# Ambrus (camalduli szerzetes)
Ambrus (névváltozat: Ambrogio Traversari; Portico e San Benedetto, 1386. szeptember 19. – Firenze 1439. október 30.) kamalduli szerzetes. 
Pontos nevét nem ismerjük. Luxemburgi Zsigmond és Mátyás király udvarában élt. Egy leírást hagyott maga után, amelyben a budai királyi palotáról tudósít. Az eredeti szöveg nem maradt ránk, a tartalmát Aeneas Sylvius Piccolominus hagyományozta a levelei között. A szövegre részletesen kitér Rupp Jakab „Budapest helyrajzának története" című művének 130. oldalán.